# Beverly Turner Lynds
Beverly Turner Lynds, née le 19 août 1929 et morte le 5 octobre 2024, est une astronome américaine. Elle e.st surtout connue pour avoir compilé deux catalogues astronomiques dans les années 1960 : le Lynds' Catalogue of Bright Nebulae et le Lynds' Catalogue of Dark Nebulae.

## Jeunesse et éducation
Beverly Lynds est née Beverly Ann Turner à Shreveport, en Louisiane, le 19 août 1929[réf. nécessaire]. Elle a obtenu un doctorat de l'Université de Californie à Berkeley en 1955[réf. nécessaire].

## Carrière
Beverly Lynds est associée de recherche à l'Université de Californie à Berkeley de 1955 à 1958, puis associée de recherche à l'Observatoire national de radioastronomie de Green Bank, en Virginie-Occidentale, de 1959 à 1960. Elle est professeure assistante d'astronomie à l'Université de l'Arizona de 1961 à 1965 puis professeure associée d'astronomie à la même université de 1965 à 1971. De 1971 à 1986, Beverly Lynds est astronome à l'Observatoire national de Kitt Peak. Elle est consultante auprès de l’Association des universités pour la recherche en astronomie de 1986 à 1987[réf. nécessaire].
Beverly Lynds travaille comme associée au Centre d'astrophysique et d'astronomie spatiale de l'Université du Colorado à Boulder depuis 1987 et est également chargée de liaison Sky Math pour le programme Unidata à la University Corporation for Atmospheric Research depuis 1991[réf. nécessaire].

## Vie privée et mort
Le 19 juin 1954, Beverly Ann Turner épouse Clarence Roger Lynds, étudiant diplômé en astronomie de l'Université de Californie à Berkeley. Le couple divorce en septembre 1986,. Beverly Lynds épouse ensuite l'astronome Leo Goldberg le 2 janvier 1987. Goldberg décède moins d'un an plus tard, en novembre 1987. Beverly Lynds a une fille, nommée Susan Elizabeth.
Beverly Lynds décède à Portland, dans l'Oregon, le 5 octobre 2024, à l'âge de 95 ans.

## Publications
En 1959, Beverly Lynds publie le manuel Elementary Astronomy, co-écrit avec Otto Struve et Helen Pillans.
Ses travaux comprennent Dark Nebulae, Globules, and Protostars (1987) et de nombreux articles.

## Affiliations professionnelles
Les affiliations professionnelles de Lynds comprennent[réf. nécessaire] :
- l'Association américaine pour l'avancement des sciences (présidente de la section D)
- l'Union astronomique internationale[9]
- l'Union américaine d'astronomie (conseillère)
- le Conseil national des professeurs de mathématiques
- la Société amérindienne des sciences et de l'ingénierie